# بنزوتریازول
بنزوتریازول (به انگلیسی: Benzotriazole) یک ترکیب شیمیایی با شناسه پاب‌کم ۷۲۲۰ است. شکل ظاهری این ترکیب، جامد است.